# Aleksi Iwanow
Aleksi Iwanow (bulgarisch Алекси Иванов, eigentlich Aleksi Iwanow Wassilew; * 22. Oktober 1922 in Mihail Kogălniceanu, Kreis Tulcea als Alexe Bădărău; † 9. Juni 1997 in Sofia) war ein bulgarischer Politiker.

## Leben
Iwanow wurde als Sohn eines rumänischen Vaters und einer bulgarischen Mutter geboren. 1940 ging er mit seiner Familie nach Bulgarien, wo Alexe Bădărău inoffiziell seinen Namen in Aleksi Iwanow änderte. 1943 begann er seinen regulären Militärdienst in der bulgarischen Armee und diente 1944–1945 als Soldat im Zweiten Weltkrieg.
Iwanow war stellvertretender Vorsitzender des Ministerrates, Vorsitzender des Rates für Land- und Forstwirtschaft, Mitglied des Ministerrates und Minister für Land- und Forstwirtschaft in der Regierung von Georgi Atanassow vom 24. März 1986 bis 19. Dezember 1988 und stellvertretender Vorsitzender der bulgarischen Nationalen Agrarunion, die vom 1. Dezember 1976 bis zum 2. Dezember 1989 für organisatorische, politische und ideologische Fragen zuständig war. Als solcher war er die treuste Person des Vorsitzenden der Agrarunion während des Kommunismus in Bulgarien, Petar Tantschew, und des Staatsoberhauptes und Führers der Bulgarischen Kommunistischen Partei, Todor Schiwkow, die ihn zum stellvertretenden Ministerpräsidenten und zum Minister für Landwirtschaft aufbauten.
Aleksi Iwanow war verheiratet und hatte einen Sohn und einen Enkel.

## Auszeichnungen
- Orden Georgi Dimitrow (Volksrepublik Bulgarien), 1982
- Orden „13 Jahrhunderte Bulgarien“ (Volksrepublik Bulgarien), 1984
- Orden der Oktoberrevolution (Sowjetunion), 1987
- Rotbannerorden (Sowjetunion), 1985
- Orden der Völkerfreundschaft (Sowjetunion), 1988
- Stern der Völkerfreundschaft (DDR), 1986
- Karl-Marx-Orden (DDR), 1989
- Süchbaatar-Orden (Mongolische Volksrepublik), 1988

## Werke (Auswahl)
- Rede-Bericht auf dem XXXIII. Parteitag der Bulgarischen Bauernpartei, Sofia 1976
- XXXIV. Parteitag der Bulgarischen Bauernpartei, Sofia 1981
- Rede-Bericht auf dem XXXV. Parteitag der Bulgarischen Bauernpartei, Sofia 1986